# نیل کندی کوکران پاتریک
نیل کندی کوکران پاتریک (انگلیسی: Neil Kennedy-Cochran-Patrick; ۵ may ۱۹۲۶ – ۱۴ اکتبر ۱۹۹۴ (۶۸ ساله)) قایقران قایق بادبانی اهل بریتانیا بود.